# 베어풋
《베어풋》(영어: Barefoot)은 미국에서 제작된 앤드루 플레밍 감독의 2014년 로맨틱 코미디 드라마 영화이다. 에번 레이철 우드, 스콧 스피드먼 등이 출연하였고, 리사 디미트리 등이 제작에 참여하였다.

## 줄거리
부잣집 자제지만 내놓은 자식인 제이는 사고를 치고 보호 관찰 기간 동안 캘리포니아주 로스앤젤레스 정신 병원에서 수위로 지낸다.
어느 날 제이는 동료 수위 프래클이 의사 행세를 하며 치료의 일환인 척 조현병으로 추측되는 데이지를 성폭행하려는 현장을 목격하고 주먹을 날려 프래클을 기절시키고 데이지를 구해준다.
평생 외딴 곳에서 맨발("barefoot")로 살아왔으며 일반 상식이 없는 데이지는 병원을 빠져나와 제이 뒤를 무작정 쫓아간다. 제이는 데이지를 병원으로 돌려보내는 대신 루이지애나주 뉴올리언스에서 열리는 남동생 결혼식에 데려가 간호사 여자친구 행세를 시킨다. 이는 부모님에게 똑바로 정신 차리고 살고 있다는 걸 보여주고 고리대금업자에게 갚을 돈을 뜯어내기 위함이다.
그러나 데이지는 결혼식 전날 밤 자신이 친어머니를 죽였고, 그래서 정신 병원에 입원된 거라며 뜻밖의 고백을 하는데...

## 출연
- 에번 레이철 우드 - 데이지 켄징턴 역
- 스콧 스피드먼 - 제이 휠러 역
- 트리트 윌리엄스 - 휠러 씨 역
- 케이트 버턴 - 휠러 부인 역
- J.K. 시먼스 - 버틀먼 의사 역
- 리키 웨인 - 프래클 씨 역
- 재클린 플레밍
- 이언 넬슨

## 기타 제작진
- 배역: 팸 딕슨
- 미술: 토비 코벳
- 세트: 레너드 R. 스피어스